# Maurice Magre
Pour les articles homonymes, voir Magre.
Maurice Magre, 2 mars 1877 à Toulouse et mort le 11 décembre 1941 à Nice, est un écrivain, poète et dramaturge français.
Il est un défenseur ardent de l'Occitanie, et contribue grandement à faire connaître le martyre des Cathares du XIIIe siècle. Pour ses romans historiques sur le catharisme, Maurice Magre s'inscrit surtout dans la lignée de l'historien Napoléon Peyrat, dans le sens où l'auteur préfère souvent les légendes et l'épopée romanesque à la vérité historique.

## Biographie
Fils d'un sous-préfet, il compose ses premiers poèmes à l'âge de quatorze ans. Ses premiers recueils de vers sont publiés en 1895 dans une petite revue appelée Les Essais de jeunes, à laquelle collaborent également Jean Viollis et Marc Lafargue. Monté à Paris pour faire son droit, il y fait la rencontre du  poète et romancier Saint-Georges de Bouhélier et y fait publier à partir de 1898 quatre recueils de poésies. Il est le secrétaire d'un acteur, puis du dramaturge Henry Bataille.
Durant la première partie de sa vie, vivant dans un hôtel borgne de la rue Serpente, il mène une vie de bohème et de débauche et devient même opiomane. Il expérimente toutes les jouissances, recherche toutes les extases. Cette époque de décadence l'inspire pour certains de ses ouvrages tels que Conseils à un Jeune Homme pauvre qui vient faire de la littérature à Paris, La conquête des femmes : conseils à un jeune homme ou encore Confessions : sur les femmes, l'amour, l'opium, l'idéal, etc. Malgré une réputation sulfureuse, il devient cependant un auteur célèbre et apprécié. À l'occasion de la parution d'un de ses livres en 1924, Le Figaro écrit : 
« Magre est un anarchiste, un individualiste, un sadique, un opiomane. Il a tous les défauts, c'est un très grand écrivain. Il faut lire son œuvre. »
Dans la seconde partie de sa vie, il s'intéresse à l'ésotérisme et mène une quête spirituelle, il devient martiniste mais ne cesse pas pour autant de publier de nombreux ouvrages, comme en témoigne la liste de ses œuvres.
En 1919, il découvre La Doctrine Secrète, l'œuvre majeure de Mme Blavatsky, la cofondatrice de la Société théosophique. Il fonde en mai La Rose rouge, un hebdomadaire avec Pierre-Silvestre, qui disparaît en août suivant.
En 1924, il reçoit le prix Archon-Despérouses.
En 1935, bien que malade, il entreprend un voyage vers les Indes afin de rencontrer Sri Aurobindo dans son ashram de Pondichéry : L'Ashram de Pondichéry. À la poursuite de la sagesse.
Il fonde le 26 juillet 1937, avec Francis Rolt-Wheeler, la « Société des Amis de Montségur et du Saint-Graal ».
Il repose au cimetière de Terre-Cabade à Toulouse où l'on peut voir sa tombe.
Il est le frère du préfet André Magre (1873-1949), qui est secrétaire général de la présidence de la République pendant toute la mandature d’Albert Lebrun.

## Œuvres
Poésies
- La Chanson des hommes, Bibliothèque Charpentier, 1898.
- Le Poème de la jeunesse, 1901.
- Les Lèvres et le secret, 1905-1906
- Les Belles de Nuit, 1913 ; Éditions d'Art Devambez, 1927, 18 eaux-fortes par Édouard Chimot.
- La Montée aux enfers. Poésies, 1918 ; Bibliobazaar, 2009, 334 p.
- La Porte du mystère, Fasquelle, 1924, 284 p.
- Le Parc des Rossignols, Fasquelle, 1940, 183 p.

Théâtre
- Le Dernier Rêve, pièce en un acte, Fasquelle, 1903.
- Le Vieil Ami, 1904.
- Les Deux Belles de Cadix.
- L'Ingrate.
- Velléda.
- La Fille du Soleil[12], avec une musique d'André Gailhard (ancien directeur de l'Opéra) créée en 1909 au Théâtre des Arènes, à Béziers.
- Le Marchand de passions, La Belle Édition, 1911.
- Comédiante.
- La Mort enchaînée, Albin Michel, 1920. Pièce dramatique en trois actes et en vers représentée pour la première fois à la Comédie-Française le 8 septembre 1920.
- Annabella, opérette en trois actes de Maurice Magre, musique de Charles Cuvillier, représentée pour la première fois au Théâtre Femina le 8 novembre 1922.
- Arlequin, 1927.
- Sin.
- Le Soldat de plomb et la danseuse de papier.
- Le Sortilège.
- Le Cœur du moulin.
- L'An mille.

Romans
- L'Appel de la bête, Albin Michel, 1920.
- Les Colombes poignardées, Jean Fort, 1917.
- La Tendre Camarade, Jean Fort, 1918 ; Dire éditions, 1999, 200 p.
- Priscilla d'Alexandrie, illustrations d'Édith Follet, Albin Michel, 1925.
- La Vie amoureuse de Messaline, Flammarion, 1925.
- La Vie des Courtisanes, Ed. Nouvelle, 1925.
- La Luxure de Grenade, 1926.
- Le Mystère du Tigre, Albin Michel (Paris), 1927 lire en ligne sur Gallica; rééd. Kailaish, 1997.
- Lucifer, Albin Michel, 1929.
- La Nuit de haschich et d'opium, Ernest Flammarion, 1929 ; Kailash, 2009, 120 p. [Il était une fois à Pondichéry, trois messieurs qui firent un pari : obliger à danser la belle qui les avait éconduits…].
- La Lumière de la Chine. Le Roman de Confucius, 1927 ; rééd. Dire éditions, 2000.
- Le Sang de Toulouse. Histoire albigeoise du XIIe siècle, Fasquelle Éditeurs, 1931 ; Éditions du Rocher, 2003, 262 p. De la tuerie de Béziers, où Dieu n'a pas reconnu les siens, jusqu'à la chute de Minerve et l'attentat d'Avignon et où deux inquisiteurs et leur suite furent massacrés par des hommes venus de Montségur, nous suivons le parcours initiatique du jeune écuyer du comte de Toulouse.
- Le Trésor des Albigeois, Fasquelle Éditeurs, 1938 ; Philippe Schrauben éditeur, 1985, 221 p. ; Éditions du Rocher, 222 p. Le Graal, le trésor sacré des Albigeois, emporté par quatre chevaliers juste avant la chute de Montségur en 1244.
- Un Français à la cour de l'empereur Akbar. Jean de Fodoas, Gallimard, 1939, 270 p. ; Kailash, 2009, 320 p. Aventures d'un Français chez l'empereur moghol des Indes au XIe siècle.
- Histoire merveilleuse de Claire d'Amour.
- L'Art de séduire les femmes, J. Fort, 1929, 221 p.
- Le Poison de Goa, Albin Michel (Paris), 1928,lire en ligne sur Gallica; rééd. Kailash, 1997, 309 p.

Spiritualité et ésotérisme
- Pourquoi je suis bouddhiste, Éditions de France, 1928, 96 p. ; Dire Éditions, 2000
- Le Livre des Lotus entr'ouverts, Fasquelle, 1926
- Magiciens et Illuminés. Apollonius de Tyane. Le Maître inconnu des Albigeois. Les Rose-Croix. Le Mystère des Templiers. Nicolas Flamel et la Pierre philosophale. Saint-Germain l'immortel. Cagliostro le charlatan. Mme Blavatsky et les Théosophes, Fasquelle, 1930, 302 p.
- La Mort et la vie future, Éd. Charpentier, 1932
- L'Amour et la haine, Éd. La Garde
- La Clé des choses cachées, 1935 ; P. Schrauben, 1986. "La sagesse des druides, le svastika, l'héritage des Albigeois, Merlin l'Enchanteur, la légende du Graal, le mystère des tarots, l'arche d'alliance des Juifs, la mission des Bohémiens, le secret du Bouddha et celui de Jésus".
- L'Ashram de Pondichéry. À la poursuite de la sagesse, 1936, 190 p. ; Dire éditions, 2000, 116 p. Sri Aurobindo.
- La Beauté invisible, 1937
- Les Interventions surnaturelles. Bonnes et mauvaises étoiles. Providence. Anges et dévas. Présences invisibles. Maîtres et guides. Génies intérieurs, Fasquelle, 1939, 253 p.
- Inde. Magie, tigres, forêts vierges..., Gallimard, 1936, 262 p. ; Kailah, 2008
- Le Livre des Certitudes admirables, Édouard Aubanel, 1940
- Mélusine ou le secret de la solitude, Aubanel, 1941
- Le Livre des visions divines, Édouard Aubanel, 1943, 270 p. Universalité de la croyance aux êtres invisibles - Les plantes à esprit[13]: le café et le pavot - Rapports du feu et des plantes à esprit - La vie surnaturelle - L'expérience de Plotin (page 127) - Le cas de William Blake (page 167) - Le cas de Swedenborg (page 175) - L'échelle de Jacob (page 193) - Socrate et la musique (page 229) La contemplation d'Anaxagore (page 233) - De l'intervention d'êtres supérieurs dans les affaires humaines.

Autres œuvres
- Conseils à un Jeune Homme pauvre qui vient faire de la littérature à Paris, Grasset, 1908,
- La conquête des femmes : conseils à un jeune homme, E. Fasquelle (Paris), 1908, lire en ligne sur Gallica.
- Pirates et Flibustiers, Grasset, 1934.
- Les Aventuriers de l'Amérique du Sud, Grasset, 1935.
- Confessions : sur les femmes, l'amour, l'opium, l'idéal, etc., Fasquelle, 1930, 233 p. ; Dire éditions, 225 p.
- Les Frères de l'or vierge, Éditions des Deux Rives, 1949.

### Maurice Magre en musique
- Le Cœur du moulin, Édition Mutuelle, 1909, 205 p., pièce lyrique en deux actes, poème de Maurice Magre, partition de Déodat de Séverac
- Chanson de Blaisine, musique de Déodat de Séverac
- Je ne t'aime pas, musique de Kurt Weill
- Complainte de la Seine (1934), musique de Kurt Weill